# Stomina rufonotata
Stomina rufonotata là một loài ruồi trong họ Tachinidae.